# Krakowiak. Gran Rondò da concerto
Il Krakowiak. Gran Rondò da concerto in Fa maggiore, Op. 14, conosciuto anche come Rondò à la Krakowiak, è un brano per pianoforte e orchestra scritto tra il 1827 e il 1828 dal compositore polacco Fryderyk Chopin.

## Storia
Chopin scrisse questa composizione a Varsavia fra il 1827 e la fine del 1828; la partitura era infatti terminata poco prima del 27 dicembre come risulta da una lettera all'amico Tytus.. Del brano è rimasta la partitura autografa in bella copia che reca la firma dell'autore; vi si può notare alla pagina 28, relativamente alla parte dei due corni, una correzione di Józef Elsner, che dimostra come Chopin mostrasse i suoi lavori al maestro e che, da parte sua, Elsner, non trovando altri appunti da fare, si limitasse a un piccolo ritocco.
Chopin avrebbe dovuto presentare la sua composizione a Vienna in un concerto previsto per l'11 agosto 1829. Durante le prove, però, gli orchestrali, un po' per contestare il direttore Würfel che non apprezzavano, un po' perché la partitura presentava molti errori di trascrizione, suonarono talmente male che Chopin sconcertato preferì togliere il brano dal programma. La prima esecuzione avvenne poi il 18 agosto con un buon esito; il compositore ripropose il brano anche a Varsavia l'anno successivo il 21 marzo, ottenendo un grandissimo successo. Il Rondò alla Krakowiak continuò a riscuotere molti consensi per diversi anni, tanto che ne furono fatte trascrizioni per pianoforte solo o per pianoforte con quartetto d'archi. Nel corso del tempo però l'interesse per questa composizione diminuì sia per il poco successo che ormai avevano le opere "con accompagnamento" orchestrale presso il pubblico, sia per l'atteggiamento dei direttori d'orchestra che mal si adattavano a dirigere parti di solo accompagnamento al pianista.
Recentemente il brano è stato oggetto di numerose registrazioni, ma rimane pur sempre meno conosciuto della maggior parte delle altre opere di Chopin.
Il brano è dedicato alla principessa Anna Zofia Sapieha, la cui suocera, Izabela Czartoryska, ebbe un'influenza determinante nel plasmare l'estetica romantica fiorente in Polonia, in particolare attraverso il Tempio della memoria a Puławy.

## Analisi
Come nelle altre composizioni di Chopin per pianoforte e orchestra, anche in questo Krakowiak la parte orchestrale è di accompagnamento allo strumento solista; tuttavia qui, forse più che nei due concerti e nonostante sia solo la seconda opera del genere scritta dal musicista, l'orchestrazione rivela tratti geniali. La parte pianistica, che è predominante e virtuosistica, ha infatti un sostegno fondamentale dall'orchestra la cui partitura è costituita da un susseguirsi continuo di cellule tematiche, ora con un gruppo di strumenti ora con un altro, scrittura che, mettendo anche in risalto il timbro, dà una grande coerenza a tutto il brano.
Il Krakowiak si presenta a cinque sezioni con due temi e con una Coda finale che riprende il motivo del Rondò. La composizione prende avvio con una Introduzione dall'indicazione Andantino quasi Allegretto, dove il pianoforte espone un tema all'unisono, ma con le mani a due ottave di distanza; la seconda parte è di carattere brillante e praticamente eseguita solo dal pianoforte. Chopin amava molto questa sua Introduzione così particolare e ne scrisse in modo compiaciuto all'amico Tytus definendola "molto originale". Originale fu infatti soprattutto il tempo in 3/4 che anticipa quello in 2/4 tipico del Krakowiak. Il Rondò successivo è allegro e accattivante, presenta un tema di otto battute che vengono riproposte con varianti, Il motivo principale probabilmente non è originale, ma si rifà a una canzone popolare di Kopienice, vicino a Cracovia, Albośmy to jacy tacy (Siamo fatti così) che qui viene rielaborata con numerose variazioni. La Coda è particolarmente articolata ed è un finale riservato al pianista con un leggero accompagnamento degli archi.

## Organico
Pianoforte solista. Orchestra composta da: due flauti, due oboi, due clarinetti, due fagotti, due corni, due trombe, trombone, timpani, archi